# 西北康契欽 (明尼蘇達州)
西北康契欽（英語：Northwest Koochiching）是位於美國明尼蘇達州康契欽縣的一個未組織地區。

## 地方資料
西北康契欽的面積為2798.01平方千米，當中陸地面積為2788.66平方千米，而水域面積為9.34平方千米。根據2020年美國人口普查的數據，當地共有人口477人，而人口密度為每平方千米0.17人。